# Tomáš Klvaňa
Tomáš Klvaňa (* 12. září 1966 Praha) je český politolog, vysokoškolský učitel, politický komentátor a bývalý mluvčí prezidenta Václava Klause.  
V mládí studoval na Fakultě sociálních věd Univerzity Karlovy, poté získal doktorský titul na Minnesotské univerzitě v oboru teorie komunikace. Poté pracoval ve Spojených státech amerických jako stážista na Harvardově univerzitě. Během své kariéry dále pracoval v Belgii, Německu a Velké Británii. Řadu let pracoval také v Česku v Mladé frontě DNES, Hospodářských novinách, Radiu Svobodná Evropa a ve Studentských listech. Byl také mluvčím prezidenta Václava Klause a vládním zmocněncem pro komunikaci programu protiraketové obrany v době funkčního období ministra zahraničních věcí Karla Schwarzenberga. Později začal pracovat v neziskovém sektoru, začal podnikat a aktivně přednášet, a to konkrétně na University of New York in Prague.
Aktivně komentuje politické dění v řadě různých českých médiích.
V srpnu 2025 se stal výkonným ředitelem pobočky Aspen Institutu ve Střední Evropě, když ve funkci vystřídal Jakuba Landovského.